# Pseudotinea
Genre
Pseudotinea est un genre d'insectes lépidoptères (papillons) de la famille des Riodinidae qui se rencontrent tous en Amérique du Sud.

## Dénomination
Le nom Pseudotinea leur a été donné par Jason Piers Wilton Hall et Curtis John Callaghan (d) en 2003.

## Liste des espèces
- Pseudotinea caprina (Hewitson, 1859) ; présent au Brésil
- Pseudotinea eiselei Callaghan & Hall, 2003 ; présent en Argentine
- Pseudotinea gagarini Callaghan & Hall, 2003 ; présent au Brésil
- Pseudotinea hemis (Schaus, 1927) ; présent au Brésil
- Pseudotinea volcanicus (Callaghan & Salazar, 1997) ; présent  en Colombie et en Équateur

## Source
- Pseudotinea sur funet